# 奥田雄太
奥田雄太（おくだ ゆうた、1987年6月12日 - ）は、日本の現代美術家。愛知県犬山市出身。国内外で個展を開催し、絵画作品を中心に発表、活動している。

## 経歴
愛知県立犬山中学校、愛知県立江南高等学校卒業後、ロンドンのインスティテュート・マランゴーニでファッションデザインを学び、2010年に卒業。
帰国後、TAKEO KIKUCHIにてファッションデザイナーとして勤務したのち、2016年から現代美術家として本格的に活動を開始した。

## 活動
2021年以降、国内外のギャラリーや美術展で継続的に個展を開催している。
- 2021年6月、東京・渋谷のelephant STUDIOにて個展「With Gratitude」を開催。[1]
- 2022年8月、マカオの複合リゾート「リスボエタ」内「Humarish Club」の開幕展にて個展「With Gratitude」を開催。[2]
- 2023年1月、東京のMizuma Art Galleryにて個展「Circulation」を開催[3]
- 2023年9月、シンガポールのMizuma Galleryにて個展「Circulation」を開催[4]
- 2024年10月、アート専門誌『アートコレクターズ』の表紙に作品が採用された。[5]
- 2025年1月、ニューヨーク・チェルシー地区の「GOCA by Garde」オープニング展として個展「KAN-SHA BOUQUETS!」を開催。[6]
- 2025年4月、東京・六本木ヒルズにて個展「Cat Garden」を開催。[7]

## 作風
花をモチーフとした繊細な線画や抽象表現の絵画作品を中心に制作している。
主にアクリル絵具とインクを用い、「感謝」や「循環」といったテーマを掲げる作品が多い。

## 書籍
- 『花と生きもの 美しく繊細な塗り絵 Colourful Black（大人の塗り絵シリーズ）』、河出書房新社、2017年。ISBN 978-4-309-27888-9。[8]
- 『奥田雄太作品集 Circulation』、求龍堂、2023年。ISBN 978-4-7630-2225-7。[9]